# Marcel Lambert (architecte)
Pour les articles homonymes, voir Marcel Lambert et Lambert.
Marcel-Noël Lambert, plus communément appelé Marcel Lambert, né le 13 mai 1847 à Paris, où il est mort le 12 octobre 1928, est un architecte français.
Premier grand prix de Rome en 1873, architecte en chef des monuments historiques, professeur à l'école des beaux-arts de Paris, il est pendant vingt-quatre ans — de 1888 à 1912 — l'architecte en chef du domaine de Versailles et des Trianons.

## Biographie
Diplômé des Beaux-Arts (promotion 1865), Marcel Lambert est l'élève d'Alexis Paccard et de Louis-Jules André. Il remporte le premier grand prix de Rome à 26 ans, en 1873. Cette distinction lui permet de devenir pensionnaire pendant trois ans à la villa Médicis, à Rome, de 1874 à 1877.
Le règlement de l'académie de France à Rome l'autorisant à effectuer un séjour à l'école française d'Athènes, il part en Grèce en 1877 et y mène une campagne de fouilles sur l'Érechthéion. Il conduit ensuite, en 1878, la restauration de la face ouest du Parthénon. Cette même année, il est récompensé par une médaille à l'exposition universelle de 1878. Les envois d'Athènes de Marcel Lambert sont aujourd'hui conservés à l'école nationale des Beaux-Arts.
Nommé architecte des bâtiments civils, il devient rapporteur au Conseil des bâtiments civils le 10 février 1881.
En 1888, Marcel Lambert devient architecte en chef des palais de Versailles et de Trianon où il succède à Alfred Leclerc. Durant vingt-quatre ans, jusqu'à son départ en 1912, il effectue à ce poste un nombre considérable de travaux, bénéficiant des avis — parfois très vivement argumentés — de Pierre de Nolhac, conservateur en chef durant toute cette période (en fonction de 1892 à 1920). Dans son livre de souvenirs publié en 1937, Nolhac résume ainsi l'état de ses rapports avec Marcel Lambert :

« Il est remarquable que, vivant côte à côte et nous trouvant en opposition sur
tant de points, nous ne soyons pas arrivés à nous détester ; cela fait l'éloge du
caractère de Marcel Lambert qui était au reste un fort galant homme. »

Pour s'en tenir uniquement au décor sculpté extérieur des bâtiments, Béatrix Saule répertorie dans l'inventaire qu'elle a dressé pas moins de vingt-trois campagnes de restauration à l'époque de Marcel Lambert. Certaines sont d'ordre majeur, telles la révision complète de l'aile du Midi ou la restauration générale de l'aile du Nord (achevée en 1925, après le départ de Lambert et l'interruption de la guerre). Toutes les constructions du domaine sont concernées : le château dans toutes ses parties, le Grand Trianon, le Petit Trianon, le Belvédère, le temple de l'Amour, l'Opéra royal, les cours, les murs de clôture, les Cent Marches…
C'est également durant cette période que l'installation électrique est réalisée. Enfin, activité traditionnelle d'un architecte en chef, on ne compte plus les plans et relevés de Versailles dressés par Lambert : plans du premier étage, du rez-de-chaussée, des attiques, du grand et du petit Trianon, des jardins, du système d'adduction d'eau, etc.
En 1900, Marcel Lambert ouvre un cours de stéréotomie et levée de plans à l'École nationale supérieure des Beaux-Arts. Cette même année, il reçoit le Grand prix de l'Exposition universelle de 1900. Il est enfin nommé architecte en chef des monuments historiques en 1907.
Parallèlement, il exécute des travaux d'architecture religieuse et il est nommé architecte de l'archidiocèse de Tours, fonction qu'il exerce jusqu'en 1917.

## Famille
Issu d'une union naturelle, Marcel Lambert est le neveu du peintre animalier Louis-Eugène Lambert, le frère de sa mère. De son premier mariage célébré en 1880 avec Laurence Girard, fille de Julien-Nicolas Girard, il eut six enfants. À la suite de la mort de sa femme, il se remarie en 1889 avec Marguerite Coutan. De cette deuxième union, il eut deux enfants dont l'architecte Pierre-Édouard Lambert (1901-1985).

## Publications
- Philippe Gille et Marcel Lambert, Versailles et les deux Trianons : Relevés et dessins par Marcel Lambert, Tours, Alfred Mame et fils, 1899-1900, 297 p., 2 vol. in-folio, 75 planches hors texte dont 21 en couleurs.